# Bernardo II di Baden
Bernardo II di Baden (Baden-Baden, 1428 o 1429 – Moncalieri, 15 luglio 1458) è stato un nobile tedesco, secondo figlio del margravio Giacomo I di Baden e della moglie Caterina di Lorena. Nacque nel castello di Hohenbaden presso Baden-Baden. La data di nascita precisa non è conosciuta.

## Biografia
Bernardo II crebbe in una famiglia in cui la religione aveva un ruolo molto importante. Suo padre, ad esempio, fu il fondatore del monastero di Fremersberg (attualmente distrutto) e dell'abbellimento della Stiftskirche di Baden.
Bernardo ricevette un'eccellente educazione per prepararsi a ricoprire il ruolo di Landesherr, era, infatti, destinato a ricoprire differenti funzioni nella marca del Nord ed a divenire margravio di Pforzheim, Eberstein e Besigheim. Venne quindi combinato il suo fidanzamento con Maddalena di Valois, figlia di Carlo VII di Francia.
Tramite suo fratello Carlo che sposò Caterina d'Austria, sorella di Federico III, la famiglia dei margravi si imparentò con gli Asburgo.
Bernardo, cosciente delle vicissitudini del suo tempo, cercò, in maniera esemplare, di alleviare la sofferenza e la miseria lasciando una parte considerevole del suo reddito ai bisognosi. Inoltre, egli dimostrò sempre grande pietà ed il suo stile di vita colpì contemporanei.
Nel 1452, Federico III fu incoronato imperatore a Roma e nello stesso anno Bernardo venne inviato presso la corte per apprendere l'etichetta e ricevere la sua educazione da cavaliere
Dopo essere stato per alcuni anni al servizio di Francesco Sforza, ritornò, in qualità di generale e diplomatico, presso la corte imperiale.
In seguito alla presa di Costantinopoli da parte dei Turchi ottomani nel 1453, gli Asburgo progettarono una crociata contro l'Impero ottomano. Bernardo, succeduto nel frattempo al padre in qualità di margravio, fu quindi incaricato dall'imperatore di recarsi presso le varie corti europee per convincere i regnanti ad unirsi a questo progetto. Onde poter adempiere liberamente a questo compito lasciò le reggenze del margraviato al fratello Carlo e rinunciò al matrimonio con la figlia del re di Francia. Durante questo viaggio si recò a Genova, dove trovò una città devastata dalla peste. Contagiato anche lui, riprese il suo cammino verso Baden, ma giunto a Moncalieri, cadde stremato dalla malattia. Soccorso dai frati francescani, vi morì il 15 luglio 1458.

## Culto
Durante le esequie, avvenne il primo miracolo: la guarigione di uno storpio, tale Cordero, malato sin dalla nascita. Le reliquie, attualmente custodite nella chiesa di Santa Maria della Scala di Moncalieri, divennero rapidamente oggetto di pellegrinaggio per i credenti cristiani. Come conseguenza delle numerose guarigioni miracolose qui avvenute egli venne beatificato nel 1769 e proclamato patrono di Moncalieri e della cittadina di Baden Baden. Per questo motivo il margravio Augusto Giorgio di Baden-Baden fece edificare una fontana dedicata a Bernardo presso Rastatt.
Ogni anno a Moncalieri si celebra la rievocazione storica medioevale, una sfilata in abiti d'epoca che attraversa il centro della città e che porta dalla chiesa di Santa Maria della Scala alla Chiesa del Beato Bernardo le reliquie del Beato.

## Processo di Beatificazione
Nel 1759 il margravio Luigi Guglielmo di Baden-Baden (chiamato Türkenlouis)  inizia le pratiche per richiedere alla Santa Sede la beatificazione del suo avo Bernardo II di Baden. 
Le riprende, nel 1761 alla sua morte, Augusto Giorgio di Baden-Baden e cinque anni dopo, nel 1766, l'abate monsignor Giuseppe Callisto Gentili, uditore imperiale, è ufficialmente incaricato di seguire il processo. 
Nel 1769 dopo due anni di relazioni e rogazioni, si chiude il processo per la beatificazione ed il papa Clemente XIV riconosce Bernardo di Baden beato. È il 16 settembre 1769. Nel 1770 Moncalieri festeggia solennemente la beatificazione del suo Patrono con manifestazioni religiose e civili che durano dal 15 al 17 luglio con l'intervento dei Reali di Savoia. Anche Baden Baden, Rastatt, Karlsruhe ed altre città tedesche festeggiano la beatificazione del loro "principe’.

## Rappresentazioni

### Santa Maria di Vespiolla a Baldissero Canavese
Un ritratto del beato Bernardo, con armatura, libro e spada e blasone, è presente tra gli affreschi della Pieve di Santa Maria di Vespiolla nel territorio di Baldissero Canavese. 
Dal momento che il beato è presentato senza aureola ma con i raggi intorno al capo, la data di morte del beato costituisce il terminus post quem per la datazione degli affreschi che decorano l'abside e l'arco santo.

## Ascendenza
|                           |                      |                                 | Genitori                             |  |  | Nonni |  |  | Bisnonni            |  |  | Trisnonni |  |
|                           |                      |                                 |                                      |  |  |       |  |  | Rodolfo VI di Baden |  |  | …         |  |
|                           |                      |                                 |                                      |  |  |       |  |  | Rodolfo VI di Baden |  |  | …         |  |
|                           |                      | …                               |                                      |  |  |       |  |  | Rodolfo VI di Baden |  |  |           |  |
| Bernardo I di Baden       |                      |                                 |                                      |  |  |       |  |  | Rodolfo VI di Baden |  |  |           |  |
|                           |                      | Matilde di Sponheim-Starkenburg | …                                    |  |  |       |  |  |                     |  |  |           |  |
|                           |                      | Matilde di Sponheim-Starkenburg | …                                    |  |  |       |  |  |                     |  |  |           |  |
|                           |                      | Matilde di Sponheim-Starkenburg | …                                    |  |  |       |  |  |                     |  |  |           |  |
| Giacomo I di Baden        |                      | Matilde di Sponheim-Starkenburg |                                      |  |  |       |  |  |                     |  |  |           |  |
|                           |                      | Luigi X di Oettingen            | …                                    |  |  |       |  |  |                     |  |  |           |  |
|                           |                      | Luigi X di Oettingen            | …                                    |  |  |       |  |  |                     |  |  |           |  |
|                           |                      | Luigi X di Oettingen            | …                                    |  |  |       |  |  |                     |  |  |           |  |
| Anna di Oettingen         |                      | Luigi X di Oettingen            |                                      |  |  |       |  |  |                     |  |  |           |  |
|                           |                      | Beatrice di Helfenstein         | …                                    |  |  |       |  |  |                     |  |  |           |  |
|                           |                      | Beatrice di Helfenstein         | …                                    |  |  |       |  |  |                     |  |  |           |  |
|                           |                      | Beatrice di Helfenstein         | …                                    |  |  |       |  |  |                     |  |  |           |  |
| Bernardo II di Baden      |                      | Beatrice di Helfenstein         |                                      |  |  |       |  |  |                     |  |  |           |  |
|                           | Giovanni I di Lorena | Rodolfo di Lorena               |                                      |  |  |       |  |  |                     |  |  |           |  |
|                           | Giovanni I di Lorena | Rodolfo di Lorena               |                                      |  |  |       |  |  |                     |  |  |           |  |
|                           | Giovanni I di Lorena | Maria di Blois                  |                                      |  |  |       |  |  |                     |  |  |           |  |
| Carlo II di Lorena        | Giovanni I di Lorena |                                 |                                      |  |  |       |  |  |                     |  |  |           |  |
|                           |                      | Sofia di Württemberg            | Eberardo II di Württemberg           |  |  |       |  |  |                     |  |  |           |  |
|                           |                      | Sofia di Württemberg            | Eberardo II di Württemberg           |  |  |       |  |  |                     |  |  |           |  |
|                           |                      | Sofia di Württemberg            | Elisabetta di Henneberg-Schleusingen |  |  |       |  |  |                     |  |  |           |  |
| Caterina di Lorena        |                      | Sofia di Württemberg            |                                      |  |  |       |  |  |                     |  |  |           |  |
|                           |                      | Roberto II del Palatinato       | Federico V di Norimberga             |  |  |       |  |  |                     |  |  |           |  |
|                           |                      | Roberto II del Palatinato       | Federico V di Norimberga             |  |  |       |  |  |                     |  |  |           |  |
|                           |                      | Roberto II del Palatinato       | Elisabetta di Meißen                 |  |  |       |  |  |                     |  |  |           |  |
| Margherita del Palatinato |                      | Roberto II del Palatinato       |                                      |  |  |       |  |  |                     |  |  |           |  |
|                           |                      | Beatrice d'Aragona              | Pietro II di Sicilia                 |  |  |       |  |  |                     |  |  |           |  |
|                           |                      | Beatrice d'Aragona              | Pietro II di Sicilia                 |  |  |       |  |  |                     |  |  |           |  |
|                           |                      | Beatrice d'Aragona              | Elisabetta di Carinzia               |  |  |       |  |  |                     |  |  |           |  |
|                           |                      | Beatrice d'Aragona              |                                      |  |  |       |  |  |                     |  |  |           |  |